# La Magdalena (Villaviciosa)
La Magdalena (oficialmente en asturiano: La Madalena) es una parroquia española del concejo de Villaviciosa, en Asturias. Cuenta con una población de 40 habitantes (INE, 2020).
Está situada a seis kilómetros de la capital del concejo, Villaviciosa. Limita al norte con la parroquia de Miravalles, al sur con las de Breceña y Coro, al oeste con la de Fuentes, y al este con la de El Busto.

## Localidades
La parroquia está formada por las siguientes poblaciones:
- La Abadía  (L'Abadía), casería
- Acevedo (Acebéu), aldea
- Calamúa, casería
- La Carbayera, casería
- Casa Hevia (Ca Hevia), casería
- La Magdalena (La Malena), aldea
- Palomera (La Palombera), casería
- Paniceres, aldea
- Puente (El Puente la Vega), casería
- La Sienra, lugar
- Vallín (El Vallín), lugar
- Xin, lugar

## Demografía
| Gráfica de evolución demográfica de La Magdalena entre 2000 y 2020 |
|                                                                    |
| Población de derecho (2000-2020) según el padrón municipal del INE |

## Patrimonio
- Iglesia de Santa María Magdalena